# NGC 6652
NGC 6652 (również GCL 98 lub ESO 395-SC11) – gromada kulista znajdująca się w gwiazdozbiorze Strzelca. Odkrył ją James Dunlop 28 czerwca 1826 roku. Jest położona w odległości ok. 32,6 tys. lat świetlnych od Słońca oraz 8,8 tys. lat świetlnych od centrum Galaktyki.